# Pashto
Pashto (som er det andet ord for afghansk) er et sprog som tales af pashtunerne i Afghanistan og Pakistan. Pashto tilhører den indoiranske gruppe af de indoeuropæiske sprog, mere præcist de østiranske sprog ligesom ossetisk som tales i Kaukasus og nogle få andre.
Pashto er et af de to officielle sprog i Afghanistan, det andet er den persiske dialekt dari. Pashto tales i det sydlige og østlige Afghanistan og enkelte steder i Nordafghanistan, samt i de tilstødende vestlige pakistanske provinser Khyber Pakhtunkhwa og FATA, hvor sproget ligeledes har official status. Sprogområdet kaldes nogle gange samlet for "Pashtunistan". De pashtunsk-talende udgør ca. 50% af Afghanistans befolkning, hvorimod det andet officielle sprog farsi (persisk) udgør 40%. Der er i alt omkring 66 – 70 millioner mennesker som taler pashto. Der er to dialekter kaldet den nordlige (9,7 millioner) og den sydlige (8,2 millioner).

Sproget menes at stamme fra områderne omkring Kandahar og Helmand i det sydlige Afghanistan. Der er låneord fra arabisk i pashto. Det skrives traditionelt med en særligt tilpasset udgave af det arabiske alfabet, men i de senere år er det, på grund af internettet, blevet stadig mere populært at bruge latinske bogstaver i stedet.

## Fodnoter
1. ↑  Kapitel et, Artikel seksten Arkiveret 5. marts 2009 hos  Wayback Machine i den afghanske forfatning
2. ↑  "CIA – The World Factbook: Afghanistan". Arkiveret fra originalen 20. september 2017. Hentet 2. januar 2008.